# Johan af Bøhmen
Johan af Luxemburg (tjekkisk: Jan Lucemburský; fransk: Jean de Luxembourg), også kendt som Johan den Blinde (tjekkisk: Jan Slepý; fransk: Jean l'Aveugle) (10. august 1296 - 26. august 1346) var greve af Luxemburg fra 1309 til 1346 og konge af Bøhmen fra 1310 til 1346.

## Biografi
Johan tilhørte Huset Luxemburg og var søn af den Tysk-romersk kejser Henrik 7.. I 1309 blev han greve af Luxemburg. I 1310 blev han gift med Elisabeth, der var det sidste medlem af slægten Přemysliderne og arving til Kongeriget Bøhmen.
Johan fulgte sin faders politik og støttede kejser Ludvig 4. mod Frederik den Smukke som kandidat til kejsertronen.
Efter at Ludvig var blevet besejret og tilfangetaget af Frederik den Smukke i 1322 blev deres forhold dog dårligere. Til sidst brød Johan med Ludvig. I 1346 lod Johan sin søn Karl vælge til tysk modkonge.
Han deltog i Hundredeårskrigen på fransk side og faldt i Slaget ved Crécy i 1346. Da havde han allerede i flere år været blind som følge af en arvelig sygdom.
Johan var gift med Elisabeth 1. af Bøhmen. Sønnen Karl blev siden konge af Bøhmen og tysk-romersk kejser, mens sønnen Wenceslaus blev greve af Luxemburg og hertug af Brabant.